# Zale cingulifera
Zale cingulifera är en fjärilsart som beskrevs av Walker 1857. Zale cingulifera ingår i släktet Zale och familjen nattflyn. Inga underarter finns listade i Catalogue of Life.